# Liste der Bodendenkmäler in Lippstadt
Die Liste der Bodendenkmäler in Lippstadt enthält die denkmalgeschützten unterirdischen baulichen Anlagen, Reste oberirdischer baulicher Anlagen, Zeugnisse tierischen und pflanzlichen Lebens und paläontologischen Reste auf dem Gebiet der Stadt Lippstadt im Kreis Soest in Nordrhein-Westfalen (Stand: September 2020). Diese Bodendenkmäler sind in Teil B der Denkmalliste der Stadt Lippstadt eingetragen; Grundlage für die Aufnahme ist das Denkmalschutzgesetz Nordrhein-Westfalen (DSchG NRW).
| Bild           | Bezeichnung                                  | Lage                                                          | Beschreibung | Bauzeit | Eingetragen seit | Denkmal- nummer |
| -------------- | -------------------------------------------- | ------------------------------------------------------------- | ------------ | ------- | ---------------- | --------------- |
|                | Ortsfeste Bodendenkmäler                     | Lippstadt Soest-, Cappel- und Kolpingstraße                   |              |         | 25.6.1992        | 5 bis 12        |
|                | Wallburg/Hünenburg                           | Bad Waldliesborn Hünenburg                                    |              |         | 10.12.1986       | 3               |
|                | fossilführendes Löß                          | Benninghausen Steilhang am Trotzbach                          |              |         | 13.11.1986       | 1               |
|                | Wallanlagen                                  | Lippstadt Reststück der Lippstädter Landwehr östl. von Cappel |              |         | 13.3.1995        | 13              |
|                | Mauerreste u.a.                              | Eickelborn ehem. Schloß Eickelborn                            |              |         | 1.9.1999         | 14              |
| weitere Bilder | Burgruine                                    | Lipperode Burg Lipperode Karte                                |              |         | 5.12.1986        | 2               |
|                | Urnenfriedhof aus Bronze- und/oder Eisenzeit | Lohe südlich von Lohe                                         |              |         | 14.6.1988        | 4               |
|                | Befestigung und Tore                         | Lippstadt Klusetor 22                                         |              |         | 23.6.2008        | 15              |
|                | Nikolaikirche                                | Lippstadt Klosterstraße                                       |              |         | 23.6.2008        | 16              |
|                | Stiftsbezirk                                 | Lippstadt Im Stift                                            |              |         | 23.6.2008        | 17              |
|                | Befestigung und Tore                         | Lippstadt Cappeltor                                           |              |         | 23.6.2008        | 18              |
|                | Befestigung und Tore                         | Lippstadt Lippertor                                           |              |         | 23.6.2008        | 19              |
|                | Befestigung und Tore                         | Lippstadt Cappeltor                                           |              |         | 23.6.2008        | 20              |
|                | Jakobikirche u. Aldehoff                     | Lippstadt Jakobikirschstr.                                    |              |         | 23.6.2008        | 21              |
|                | Brüderkirche (August-Kloster)                | Lippstadt Johannes-Wester.                                    |              |         | 23.6.2008        | 22              |
|                | St.-Annen-Rosengarten                        | Lippstadt Klosterstraße                                       |              |         | 24.6.2008        | 23              |
|                | Marktplatz                                   | Lippstadt Marktstraße                                         |              |         | 25.6.2008        | 24              |
|                | Befestigung und Tore                         | Lippstadt Lippertor                                           |              |         | 25.6.2008        | 25              |
|                | Befestigung und Tore                         | Lippstadt Cappeltor                                           |              |         | 25.6.2008        | 26              |
|                | Befestigung und Tore                         | Lippstadt Klusetor                                            |              |         | 25.6.2008        | 27              |
|                | Wilhelmschule                                | Lippstadt Johannes-Wester.                                    |              |         | 25.6.2008        | 28              |
|                | Jakobikirche u. Aldehoff                     | Lippstadt Jakobikirschstr.                                    |              |         | 25.6.2008        | 29              |
|                | Befestigung und Tore                         | Lippstadt Südertor West                                       |              |         | 27.6.2008        | 30              |
|                | Befestigung                                  | Lippstadt Südertor West                                       |              |         | 2.7.2008         | 31              |
|                | Befestigung                                  | Lippstadt Südertor Ost                                        |              |         | 1.7.2008         | 32              |
|                | Befestigung                                  | Lippstadt Südertor Ost                                        |              |         | 27.6.2011        | 33              |
|                | Stadttor                                     | Lippstadt Südertor/Unterführung                               |              |         | 13.12.2011       | 34              |